# Влада Канић
Владислав Влада Канић (Земун, 18. новембар 1941 — Ставангер, 5. јун 2023) био је српски песник и кантаутор. Аутор је песме „Има један кућерак у Срему”, незваничне химне Срема.

## Биографија и каријера
Рођен је од оца Милана (модног кројача) и мајке Мире (домаћице) у Земуну, у Господској улици, 18. новембра 1941. године. Канић је већ био афирмисани музичар када се преселио у Норвешку 1968. године, али се настанио као грађевински инжењер у Ставангеру.
У Норвешкој се оженио Норвежанком, Евом Иверсен (која је преминула у 47. години живота), и добио троје деце, Марка, Елизабету и Еву. Његов син Марко Иверсен Канић је позоришни и филмски глумац.
Аутор је песме „Има један кућерак у Срему” која је настала 1968. године у једном даху.
Канић је 2001. издао албум En passant med aksent на којем свира музику са јасним асоцијацијама на Балкан и на ромску музику. Многи текстови овде говоре о југословенским ратовима и расположењу и емоцијама које рат носи са собом.
Канић је на албуму имао пратеће музичаре из Симфонијског оркестра „Ставангер”, као и Гјертруд Øкланд и друге. Бергенс Тиденде је истакао Канићеву „музичку индивидуалност”, коју карактеришу „његови емотивни изрази преношени упорним гласом и прелепим, норвешким текстом”. Норвешки лист „Варт ланд” (Наша земља) такође је веровао да је Канићев албум важан и добро пренет, са „топлим, лепим гласом и шармантним акцентом” и стиховима који су „поетски лепи и са дозом ироније”.
За све песме писао је текстове и музику а понекад и аранжмане. Писао је текстове за Кемала Монтена, Звонка Богдана и многе друге.
Из Норвешке се вратио у Србију 2004. године. Преминуо је 5. јуна 2023. године.

## Дискографија

### Албуми
- Кућерак у Срему (Војводина мјузик, 2004)
- Панонско сновиђење (ПГП-РТС, 2012)
- У нигдини (ПГП-РТС, 2016; уз пратњу групе Апсолутно романтично)